# 星の環会
星の環会（ほしのわかい）は日本の出版社である。子供向けの本や教育書を出版している。2023年3月末日をもって事業を終了し、ホームページも閉じた。

## 刊行物
書籍
- 理科こばなしシリーズ

### かつての刊行物
雑誌
- 『RikaTan 理科の探検』 - 月刊科学雑誌 - 2009年4月から文一総合出版発行になる。